# Datasektionen vid Luleå tekniska universitet
Datasektionen vid Luleå tekniska universitet är en studentsektion för studenter inom programmen datateknik, rymdteknik, tillämpad artificiell intelligens samt teknisk fysik och elektronik.

## Historia

### Grundande
Datasektionen grundades 1984 som en studentsektion under Teknologkåren vid Luleå tekniska universitet.

### Tillämpad AI
2021 startade Luleå tekniska universitet programmet tillämpad artificiell intelligens och i samband med detta skapades programföreningen TAPAS under datasektionen.

## Organisation

### Styrelse
Datasektionens styrelse består av:
- Arbetsmarknadsansvarig (ARMA)
- Informationsansvarig (Info)
- Kassör
- Ordförande
- Utbildningsbevakningssamordnare (UBS)
- Vice Ordförande
- Sexmästare
- Studiesocialt Ansvarig (SSO)
- Ansvarig för Samordning och Trivsel (AST)

### Styrelseutskotten
Under styrelsen finns vissa styrelseutskott där en ansvarig från sektionstyrelsen är ordförande.
- Dordfrad - Datasektionens Ordföranderåd, Styrs av sektionens ordförande
- Dbevråd - Datasektionens Utbildningsbevakningsråd, Styrs av UBS
- DIKE - Datasektionens Information och Kommunikations Enhet, Styrs av Info
- DANK - Datasektionens Aktivitet och Nöjeskommitté, Styrs av AST
- DEG - Datasektionens Ekonomi Grupp, styrs av kassör

### Programföreningar
Programföreningarna har till uppgift att stödja programmets studenter i sin utbildning, främst genom utbildningsbevakning, men även genom att arrangera studiesociala evenemang och studiebesök.
2025 låg följande programföreningar under Datasektionen:
- DDOS - Datateknik
- MÄTFEL - Tekniska Fysik och Elektroteknik
- SLURP - Rymdteknik
- TAPAS - Tillämpad Artificiell Intelligens vid Luleå Tekniska Universitet

### Sexmästeri
D6 är Datasektionens sexmästeri och anordnar studentikosa fester och evenemang.

### Intresseföreningar
Intresseföreningarna drivs av medlemmar i Datasektionen och är inriktade på olika hobbyverksamheter och specialintressen.
2025 låg följande intresseföreningar under Datasektionen:
- DNB - Datasektionens NanoBryggeri
- XP-el - Elektronikföreningen på LTU[5]
- CBT - Förening för intresse stark mat
- DÖ - Datasektionens Öhlhäfvarlag
- DASE - Datasektionens Allmänna Schack Ensemble
- DORK - Datasektionens ORiginella spelKlubb
- PUNG - Datasektionens mahjong förening

## Sektionslokal
Datasektionens sektionslokal är Gula rummet, men kallas i dagligt tal för Gula. Gula stängdes efter att Akademiska Hus identifierat problem med brandsäkerheten i lokalen hösten 2018.
Efter flytten så öppnade Gula i studenternas hus nedanvåning våren 2020. De hade sporadiskt öppet under pandemin.

### Datasektioner vid andra lärosäten
- Datateknologsektionen (Chalmers)
- Datateknologsektionen (LiTH)
- Datatekniksektionen inom Lunds Tekniska Högskola
- Tekniska Högskolans studentkår (Stockholm)

### Luleå tekniska universitet
- Luleå tekniska universitet
- Teknologkåren vid Luleå tekniska universitet